# Jakob Grün
Jakob Grün   (Pest, 13 de març de 1837 - Baden bei Wien, 1 d'octubre de 1916) va ser un violinista austríac d'origen hongarès.
Jakob Grün va rebre les seves primeres classes de música a Pest i després va estudiar violí jugant de forma privada amb Joseph Böhm a Viena. Posteriorment, va ser estudiant de Moritz Hauptmann al Conservatori de Música de Leipzig.
Des del 1858 al 1961 va ser el principal violinista de l'orquestra de la cort de Weimar i després fins a 1865 a l'orquestra de la cort de Hannover. En els anys següents va realitzar gires de concerts com a solista a través d'Alemanya, Holanda i Anglaterra.
L'1 d'octubre de 1868 va ser concertino de l'Orquestra Imperial de l'Òpera de la Cort de Viena (Filharmònica de Viena) i es va mantenir fins a 1897 membre de l'orquestra. Entre 1877 i 1908 va ser també professor al Conservatori de Viena i va formar tota una generació en la tradició de l'escola vienesa de violí. Entre els seus estudiants hi havia Adolf Bak, Carl Flesch, Franz Kneisel, Fritz Kreisler, Max Lewinger, Hans Wessely, Max Zach i Max Weißgärber.

## Honors
- Creu de cavaller de l'Ordre de Franz Joseph
- Creu d'or de mèrit amb la corona
- Reial Medalla Romanesa d'Art i Ciència "Bene merenti" Iª. Classe
- K. k. professor Titular
- Membre honorari de la Tonkunstler-Verein de Viena